# Geranium eginense
Geranium eginense är en näveväxtart som beskrevs av Heinrich Carl Haussknecht, Paul Ernst Emil Sintenis och R. Knuth in Engl.. Geranium eginense ingår i släktet nävor, och familjen näveväxter. Inga underarter finns listade i Catalogue of Life.